# 舟川ダム
舟川ダム（ふながわダム）は、富山県下新川郡入善町、二級河川・小川水系舟川上流部に建設されたダムである。

## 概要
入善町舟見地区の洪水の軽減および流水の正常な機能維持のために必要な流量を確保する目的で建設された。冬季の消雪用水の確保も兼ねている。

## 沿革
1991年度から予備調査を開始し、1993年度に着工、2006年12月にはダム本体工事の契約締結を行い、基礎掘削を開始した。2008年10月から2010年10月にかけて堤体のコンクリート打設工事を行い、2012年1月から5月にかけての試験湛水を経て、同年8月28日に竣工記念式典が行われた

## 参考リンク
- 『舟川ダム ［富山県］（ふながわ）（ダム便覧2021）』（日本ダム協会、2022年5月11日閲覧）
- 舟川ダム ダム工事総括管理技術者会ホームページ（CMED会）